# 留候坑面介
留候坑面介（学名：[Foveoleberis liuhoui] 错误：{{Lang}}：文本有斜体标记（帮助））为光面介科坑面介屬下的一个种。